# Ronde van Spanje 2007/Zestiende etappe
De zestiende etappe van de Ronde van Spanje 2007 vond plaats op 18 september 2007 en voerde van Jaén naar Puertollano in de provincie Ciudad Real. De etappe was 165 kilometer lang. Er waren twee tussensprints en drie beklimmingen: twee van de derde categorie en een van de tweede categorie.

## Verslag
Raúl García de Mateo, die zich deze Vuelta al eerder in de kijker reed, was direct na het vertrek in Jaén de eerste ontsnapper van de dag. Al snel werd hij echter ingehaald door een groepje van zes renners, met onder meer sprinter Aljaksandr Oesaw en Stéphane Augé. Na 36 kilometer werd de kopgroep bijgehaald. Hierop probeerde een groep van elf renners weg te komen, echter tevergeefs. Door de hoge snelheid van het peloton werden vluchters steeds weer snel teruggepakt.
Pas na 60 kilometer ontstond een serieuze kopgroep van zeventien renners, met onder meer sprinters Leonardo Duque en Koldo Fernández, tijdrijder Bert Grabsch en Juan Manuel Gárate. Terwijl de renners door het Parque Natural Sierra de Andújar reden, liep de marge op tot meer dan drie minuten. Het peloton, aangevoerd door Rabobank liet de vluchters gaan, waardoor de voorsprong kon uitgroeien tot zo'n zes minuten na 110 kilometer. In de laatste twintig kilometer probeerden verschillende renners uit de kopgroep te ontsnappen. Duque, Aleksandr Kolobnev, Joan Horrach en David Herrero wisten weg te komen, hoewel de marge aanvankelijk niet groter dan twintig seconden was.
Nadat Herrero terugviel, streden de overgebleven drie voor de ritwinst. De sprint was een makkelijke prooi voor de Colombiaan Duque, voor Kolobnev en Horrach. Het peloton eindigde op 7'43".

### Tussensprints
- Eerste tussensprint in Viñas de Peñallana, na 50 km: Hubert Dupont
- Tweede tussensprint in Mestanza, na 142 km: Leonardo Duque

### Beklimmingen
- Alto del Parque Natural de Andújar (2e), na 76 km: Bert Grabsch
- Alto de Sierra Madrona (3e), na 103 km: Juan Manuel Gárate
- Alto del Tamaral (3e), na 117 km: Joan Horrach

### Opgaves
- De Italiaan Damiano Cunego van Lampre, die zich in de vijftiende etappe nog nadrukkelijk van voren liet zien, ging met het oog op de wereldkampioenschappen op de weg niet meer van start.

## Uitslag
| rang | renner               | land      | ploeg                | tijd      |
| ---- | -------------------- | --------- | -------------------- | --------- |
| 1    | Leonardo Duque       | Colombia  | Cofidis              | 4u 00'39" |
| 2    | Aleksandr Kolobnev   | Rusland   | Team CSC             | z.t.      |
| 3    | Joan Horrach         | Spanje    | Caisse d'Epargne     | z.t.      |
| 4    | Koldo Fernández      | Spanje    | Euskaltel-Euskadi    | op 6"     |
| 5    | Leonardo Bertagnolli | Italië    | Liquigas             | z.t.      |
| 6    | Javier Mejías        | Spanje    | Saunier Duval-Prodir | z.t.      |
| 7    | Sébastien Minard     | Frankrijk | Cofidis              | z.t.      |
| 8    | David López          | Spanje    | Caisse d'Epargne     | z.t.      |
| 9    | Jean-Marc Marino     | Frankrijk | Crédit Agricole      | z.t.      |
| 10   | José Ruiz Sánchez    | Spanje    | Andalucía-Cajasur    | z.t.      |

## Klassementen

### Algemeen klassement
| rang | renner            | land      | ploeg                 | tijd       |
| ---- | ----------------- | --------- | --------------------- | ---------- |
| 1    | Denis Mensjov     | Rusland   | Rabobank              | 66u 40'49" |
| 2    | Vladimir Jefimkin | Rusland   | Caisse d'Epargne      | op 2'01"   |
| 3    | Cadel Evans       | Australië | Predictor-Lotto       | op 2'27"   |
| 4    | Carlos Sastre     | Spanje    | Team CSC              | op 3'02"   |
| 5    | Samuel Sánchez    | Spanje    | Euskaltel-Euskadi     | op 4'01"   |
| 6    | Ezequiel Mosquera | Spanje    | Karpin-Galicia        | op 4'35"   |
| 7    | Manuel Beltrán    | Spanje    | Liquigas              | op 5'15"   |
| 8    | Vladimir Karpets  | Rusland   | Caisse d'Epargne      | op 6'17"   |
| 9    | Carlos Barredo    | Spanje    | Quick·Step-Innergetic | op 6'22"   |
| 10   | Igor Antón        | Spanje    | Euskaltel-Euskadi     | op 7'41"   |

### Puntenklassement
| rang | renner              | land   | ploeg                 | punten |
| ---- | ------------------- | ------ | --------------------- | ------ |
| 1    | Paolo Bettini       | Italië | Quick·Step-Innergetic | 101    |
| 2    | Daniele Bennati     | Italië | Lampre-Fondital       | 93     |
| 3    | Alessandro Petacchi | Italië | Team Milram           | 90     |

### Bergklassement
| rang | renner            | land    | ploeg             | punten |
| ---- | ----------------- | ------- | ----------------- | ------ |
| 1    | Jurgen Van Goolen | België  | Discovery Channel | 78     |
| 2    | Denis Mensjov     | Rusland | Rabobank          | 75     |
| 3    | Vladimir Jefimkin | Rusland | Caisse d'Epargne  | 45     |

### Combinatieklassement
| rang | renner            | land      | ploeg            | punten |
| ---- | ----------------- | --------- | ---------------- | ------ |
| 1    | Denis Mensjov     | Rusland   | Rabobank         | 7      |
| 2    | Vladimir Jefimkin | Rusland   | Caisse d'Epargne | 16     |
| 3    | Cadel Evans       | Australië | Predictor-Lotto  | 19     |

### Ploegenklassement
| rang | ploeg             | land       | tijd        |
| ---- | ----------------- | ---------- | ----------- |
| 1    | Caisse d'Epargne  | Spanje     | 199u 49'08" |
| 2    | Euskaltel-Euskadi | Spanje     | op 16'51"   |
| 3    | Team CSC          | Denemarken | op 28'31"   |

1e etappe ·
2e etappe ·
3e etappe ·
4e etappe ·
5e etappe ·
6e etappe ·
7e etappe ·
8e etappe ·
9e etappe ·
10e etappe ·
11e etappe ·
12e etappe ·
13e etappe ·
14e etappe ·
15e etappe ·
16e etappe ·
17e etappe ·
18e etappe ·
19e etappe ·
20e etappe ·
21e etappe

Startlijst · Eindstanden · Afbeeldingen